# Vila Vila (Pocoata)
Vila Vila ist eine Ortschaft im Departamento Potosí im südamerikanischen Andenstaat Bolivien.

## Lage im Nahraum
Vila Vila ist der zweitgrößte Ort im Kanton Campaya im Municipio Pocoata in der Provinz Chayanta. Die Ortschaft besteht aus den vier Gemeinden Tambo (135 Einw.), Viscachani (83 Einw.), Centro (135 Einw.) und Laguna (141 Einw.). Vila Vila liegt auf einer Höhe von 3887 m, im südlichen Teil mit der kleinen Laguna Juan und dem Flusslauf des Río Cotane Huaco.

## Geographie
Vila Vila liegt am Ostrand des bolivianischen Altiplano, zwischen der Cordillera Azanaques im Westen und dem Hauptgebirgszug der Cordillera Central im Osten. Die Vegetation ist die der Puna, das Klima ist semiarid und ein typisches Tageszeitenklima, bei dem die mittlere Temperaturschwankung im Tagesverlauf deutlicher ausfällt als im Verlauf der Jahreszeiten.
Die mittlere Jahresdurchschnittstemperatur der Region liegt bei etwa 12 °C, die Monatsdurchschnittswerte schwanken zwischen knapp 9 °C im Juli und knapp 15 °C im November (siehe Klimadiagramm Pocoata). Der Jahresniederschlag beträgt nur 450 mm und fällt vor allem in den Sommermonaten, die Trockenzeit mit Monatswerten von maximal 20 mm dauert von April bis Oktober.

## Verkehrsnetz
Vila Vila liegt in einer Entfernung von 150 Straßenkilometern nördlich von Potosí, der Hauptstadt des gleichnamigen Departamentos.
Von Potosí aus führt die Nationalstraße Ruta 1 in nördlicher Richtung über Tarapaya, Yocalla und Cruce Culta weiter nach Oruro und El Alto, der Nachbarstadt von La Paz, und nach Desaguadero am Titicacasee.
In Cruce Culta (früher: Ventilla) führt eine asphaltierte Landstraße von der Hauptstraße in nördliche Richtung, nach fünfzehn Kilometern zweigt nach Nordosten eine unbefestigte Landstraße ab, die nach Durchqueren des Río Arco über Uluchi, Bombori und Bandurani nach Vila Vila führt, wo sie auf die derzeit noch unbefestigte Ruta 32 von Crucero nach Pocoata trifft.

## Bevölkerung
Die Einwohnerzahl der Ortschaft ist aus den Volkszählungen vor 2012 nicht nachvollziehbar, da sie in den vorherigen Volkszählungen nicht unter diesem Namen oder dem Namen der Einzelgemeinden gelistet war:
| Jahr | Einwohner         | Quelle       |
| ---- | ----------------- | ------------ |
| 1992 | keine Detaildaten | Volkszählung |
| 2001 | keine Detaildaten | Volkszählung |
| 2012 | 494               | Volkszählung |
| 2024 |                   | Volkszählung |

Die Region weist einen deutlichen Anteil an Quechua-Bevölkerung auf, im Municipio Colquechaca sprechen 78 Prozent der Bevölkerung Quechua.